# Jaunac
Jaunac é uma comuna francesa na região administrativa de Auvérnia-Ródano-Alpes, no departamento de Ardèche. Estende-se por uma área de 3,92 km². Em 2010 a comuna tinha 132 habitantes (densidade: 33,7 hab./km²).